# Filippo Inzaghi
Fillipo Inzaghi (født 9. august 1973 i Piacenza i Italien) er en italiensk fodboldspiller og træner, der spillede for AC Milan.
Tidligere klubber:
Piacenza (39 kampe, 15 mål)
Leffe (21 kampe, 13 mål)
Verona (36 kampe, 13 mål)
Parma (15 kampe, 2 mål)
Atalanta (33 kampe, 24 mål)
Juventus (122 kampe, 58 mål)
Inzaghi debuterede på Italiens landshold den 9. juni 1997 mod Brasilien. Siden da har Inzaghi spillet 50 landskampe og scoret 25 mål. Fillipo Inzaghis største force er at ligge på kanten af offside og derefter modtage bolden i medløb, i disse situationer er han uhyggelig at dække op for en forsvarsspiller. Udover det besidder han også stor karisma som er med at gøre ham til den unikke fodboldspiller han er. Inzaghi er nu træner for AC Pisa som pt. spiller i serie B
Hans bror Simone Inzaghi var også fodboldspiller.